# Aiguilles de Boveire
Aiguilles de Boveire är en bergstopp i Schweiz. Den ligger i distriktet Entremont och kantonen Valais, i den södra delen av landet, 110 km söder om huvudstaden Bern. Toppen på Aiguilles de Boveire är 3 639 meter över havet.